# Ramagupta
Ramagupta (tweede helft 4e eeuw) was volgens het toneelstuk Devichandragupta heerser van het Guptarijk, hij zou de opvolger van Samudragupta en mogelijks de oudere broer van Chandragupta II zijn geweest. Helaas is het toneelstuk verloren gegaan en wordt de historiciteit in twijfel getrokken. Ramagupta wordt genoemd in enkele inscripties uit de 9e eeuw. De mogelijkheid dat hij inderdaad kort over het Guptarijk geregeerd heeft kan daarom niet worden uitgesloten.

## Plot
Het plot is bekend uit latere commentaren. Ramagupta zou een smadelijke nederlaag hebben geleden tegen een Sakische (Indo-Scythische) koning. Daarop eiste de Sakische koning Ramagupta's vrouw Dhruvadevi als echtgenote op. Om deze vernedering te verhinderen, vermomde zijn broer Chandragupta zich als de koningin, doodde de Sakische koning en annexeerde zijn rijk. Daarna nam hij de troon over van zijn broer en trouwde met Dhruvadevi.